# 數碼副大臣
數碼副大臣（日语：／ Dejitaru Fukudaijin），是日本國政府數碼廳的副首長，輔佐數碼大臣處理數碼廳相關事務。

## 概要
2021年9月1日，根據《數碼廳設置法》而設立。同日，內閣總理大臣菅義偉正式任命眾議院議員藤井比早之擔任首屆副大臣，加入菅義偉內閣。
奉數碼大臣之命，負責協助推動國家與地方行政之資訊化及數碼化轉型。

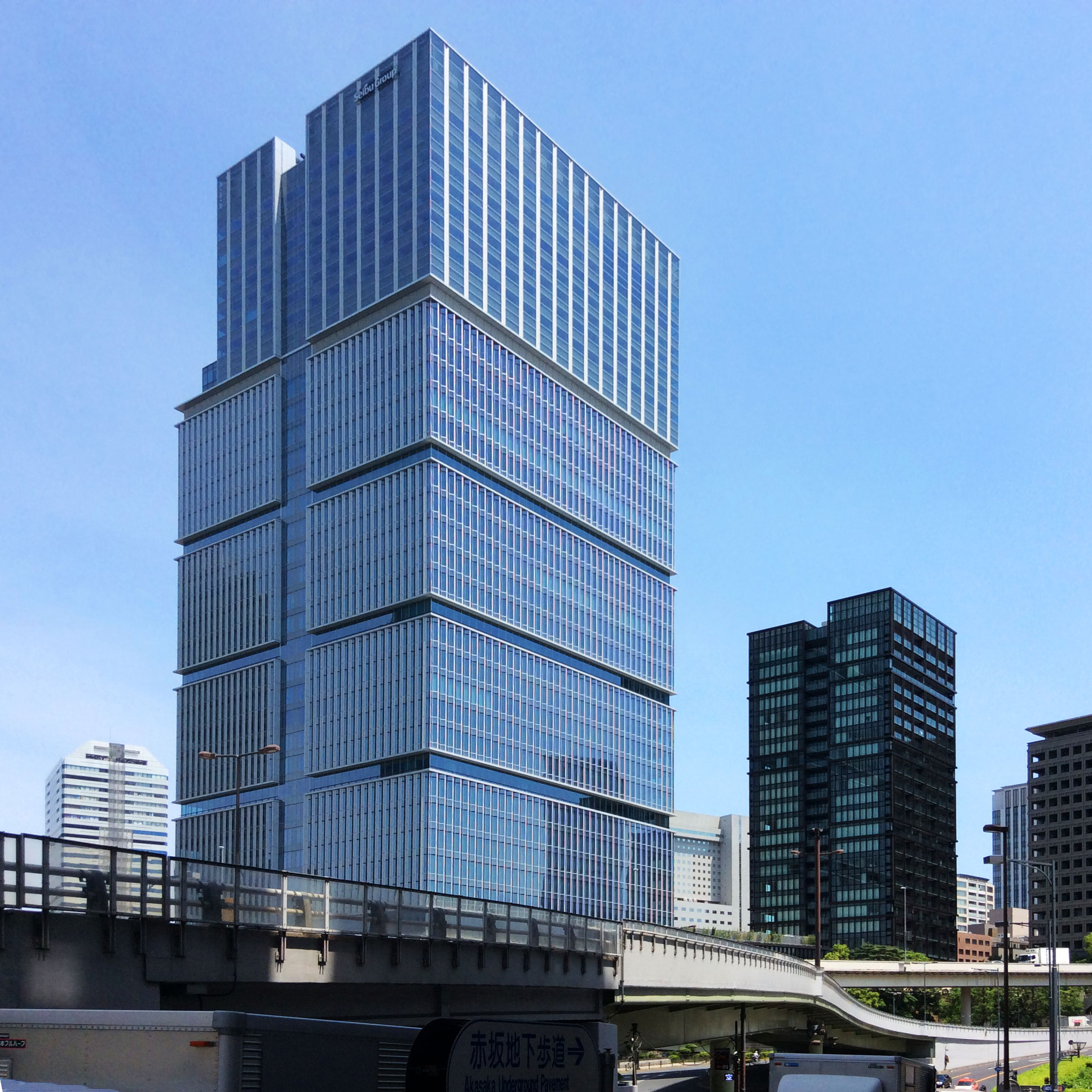
數碼廳所在的東京Garden Terrace紀尾井町

## 歷代副大臣
| 數碼副大臣     | 數碼副大臣     | 數碼副大臣 | 數碼副大臣    | 數碼副大臣     | 數碼副大臣                 | 數碼副大臣 | 數碼副大臣                 | 數碼副大臣            |
| 内閣           | 内閣           | 數碼大臣   | 全名          | 就職日         | 卸任日                     | 黨派       | 出身                       | 備註                  |
| -------------- | -------------- | ---------- | ------------- | -------------- | -------------------------- | ---------- | -------------------------- | --------------------- |
| 菅義偉内閣     | 菅義偉内閣     | 平井卓也   | 藤井比早之    | 2021年9月1日   | 2021年10月6日              | 自由民主黨 | 眾議員（兵庫縣第4區）      | 兼任內閣府副大臣      |
| 第1次岸田內閣  | 第1次岸田內閣  | 牧島花蓮   | 小林史明      | 2021年10月6日  | 2021年11月12日             | 自由民主黨 | 眾議員（廣島縣第7區）      | 兼任內閣府副大臣      |
| 第2次岸田內閣  | 第2次岸田內閣  | 牧島花蓮   | 小林史明      | 2021年11月12日 | 2022年8月12日              | 自由民主黨 | 眾議員（廣島縣第7區）      | 再任 兼任內閣府副大臣 |
|                | 第1次改造內閣  | 河野太郎   | 大串正樹      | 2022年8月12日  | 2023年9月15日              | 自由民主黨 | 眾議員（近畿比例代表區）   | 兼任內閣府副大臣      |
| 第2次改造內閣  | 石川昭政       | 河野太郎   | 2023年9月15日 | 2024年10月1日  | 眾議員（北關東比例代表區） | 自由民主黨 | 兼任內閣府副大臣           |                       |
| 第一次石破內閣 | 第一次石破內閣 | 平將明     | 石川昭政      | 2024年10月1日  | 2024年11月13日             | 自由民主黨 | 眾議員（北關東比例代表區） | 再任 兼任內閣府副大臣 |
| 第二次石破內閣 | 第二次石破內閣 | 平將明     | 穗坂泰        | 2024年11月13日 | 現任                       | 自由民主黨 | 眾議員（埼玉縣第4區）      | 兼任內閣府副大臣      |

再任表示換閣後再次被招攬